# Giuseppe Valentinelli
Giuseppe Valentinelli (Ferrara, 22. svibnja 1805. – Villa Estense, 17. prosinca 1874.) bio je talijanski povjesničar, knjižničar i bibliograf.
Rodio se 1805. godine u Ferrari. Filozofski i teološki studij završio je u Padovi. Bio je Profesor filozofije i knjižničar Seminara u Bellumu. Od godine 1841. godine radio je kao knjižničar u venecijanskoj knjižnici Marciani. Slijedeće godine postao je vicebibliotekar, a od 1845. upravitelj je te iste knjižnice. Umro je 1878. godine u Villa Estenseu.

### Članci
- Rogulja, Petar. 1992. Giuseppe Valentinelli. Crkva u svijetu. Sveučilište u Splitu - Katolički bogoslovni fakultet. Split. 27 (1–2): 78–81